# Championnat de Santa Catarina de football 2010
Navigation
Édition précédente Édition suivante
Le championnat de Santa Catarina de football de 2010 était la 85e édition du championnat de Santa Catarina de football. Il fut remporté par le club d'Avaí FC, qui remporte à cette occasion son 15e titre à ce niveau, égalant l'ancien record du Figueirense FC.

## Règles

### Première phase
Les 10 équipes s'affrontent au cours de matches aller à l'issue desquels les quatre premiers se qualifient pour un tournoi final (demi-finales et finale). 

### Seconde phase
Les 10 équipes s'affrontent au cours de matches retour à l'issue desquels les quatre premiers se qualifient pour un tournoi final (demi-finales et finale).

### Finale
Le vainqueur de chacune des deux premières phases, ainsi que les deux équipes les mieux classées au cumul des deux premières phases, s'affrontent en matches aller et retour (demi-finales et finale) au cours du tournoi final.

## Clubs participants
En 2010, la division principale du championnat regroupait 10 équipes :
- Atlético de Ibirama (Ibirama)
- Avaí FC (Florianópolis)
- Brusque FC (Brusque)
- Chapecoense (Chapecó)
- Criciúma EC (Criciúma)
- Figueirense FC (Florianópolis)
- CFZ Imbituba FC (Imbituba) *
- Joinville EC (Joinville)
- GE Juventus (Jaraguá do Sul) **
- CA Metropolitano (Blumenau)

* vainqueur du championnat de division spéciale en 2009.

** deuxième du championnat de division spéciale en 2009.

## Résultats

### Première phase
Joinville EC remporte la première phase en finale face à  Avaí FC.

### Seconde phase
Avaí FC remporte la seconde phase en finale face à Figueirense FC.

### Finale
Joinville EC joua le match aller à domicile pour avoir moins bien terminé le championnat qu'Avaí FC.
| Champion | Finaliste    | Aller | Retour | Cumulé |
| -------- | ------------ | ----- | ------ | ------ |
| Avaí     | Joinville EC | 3x1   | 2x0    | 5x1    |